# Walter Lewis
Walter Aiken Todd Lewis (Orangeville, 17 luglio 1885 – Québec City, 29 maggio 1956) è stato un canottiere canadese.
Ha vinto la medaglia di bronzo olimpica nel canottaggio alle Olimpiadi 1908 tenutesi a Londra, nella gara di Otto maschile con Irvine Robertson, Julius Thomson, Joe Wright, Sr., Gordon Balfour, Becher Gale, Charles Riddy, Geoffrey Taylor, Douglas Kertland, a pari merito con la squadra britannica.